# Peter Goelet
Pour les articles homonymes, voir Goelet.
Peter Goelet, né à New York le 5 janvier 1727 et mort à New York le 11 octobre 1811, est un marchand et entrepreneur immobilier huguenot.

## Biographie
Peter Goelet est né à New York le 5 janvier 1727 et fait partie d'une famille (en) d'huguenots originaire de La Rochelle. Il est le fils de Jan John Goelet (1694–1753) et de Jannetje Canon (1698–1778).
Goelet est d'abord en partenariat en tant que marchand avec son beau-frère, Peter Theobaldus Curtenius (en), mais à partir de 1763, son lieu d'affaires est Hanover Square (Manhattan), au signe de la Golden Key. Après la dissolution de leur partenariat, il déménage son entreprise dans sa résidence au 113-115 Pearl Street.
En mai 1775, il est élu membre du Committee of Sixty (en) et du Comité de liaison à l'appui des patriotes américains. Il utilise ses bénéfices de son commerce et de la guerre d'indépendance pour acheter des biens immobiliers à Manhattan, acquérant plus tard un quai et une cour sur Exchange Slip, et fondant la fortune de la famille Goelet.
En 1799, Goelet écrit à Alexander Hamilton concernant l'achat de terres par le général Philip Schuyler à Robert Morris en tant que fiduciaire de l'American Iron Company.
Il est le père de Peter P. Goelet (en), le beau-père de Robert Troup et le grand-père de Robert Goelet Sr. (en), ainsi que l'aïeul de Robert Walton Goelet et de Robert Wilson Goelet.